# Спера (Італія)
Спера (італ. Spera) — колишній муніципалітет в Італії, у регіоні Трентіно-Альто-Адідже, провінція Тренто. З 1 січня 2016 року Спера (Італія) є частиною новоствореного муніципалітету Кастель-Івано.
Спера розташована на відстані близько 470 км на північ від Рима, 31 км на схід від Тренто.
Населення — 575 осіб (2014).
Щорічний фестиваль відбувається 9 лютого. Покровитель — Santa Apollonia.

## Демографія
Населення за роками:

Станом на 31 грудня 2014 року в муніципалітеті офіційно проживало 20 іноземців з 8 країн, серед них 11 громадян країн Євросоюзу.

## Сусідні муніципалітети
- Самоне
- Скурелле
- Кастель-Івано